# Jordmandel
Jordmandel (Cyperus esculentus) är en art i släktet papyrusar och familjen halvgräs. Arten förekommer inte vildväxande utan har uppkommit i kultur i Medelhavsområdet och sydvästra Asien. Den odlas bland annat i Spanien, främst i trakten av staden Valencia, men det förekommer även odlingar i USA. 

## Beskrivning
Jordmandeln är ett ett- till tvåårigt halvgräs som bildar ätliga små rotknölar. Växten blir omkring 40 till 50 cm hög. Den kräver sandig jord och ett tempererat klimat, varför just medelhavsklimatet vid Valencia utmärker sig som fördelaktig odlingsmark. Jordmandeln sätts kring april och maj och vattnas en gång i veckan tills skörd, som inträffar kring november och december. Blommorna, som är oregelbundna till storleken, är grön- eller gulaktiga.

## Användning
Jordmandelns rotknölar är ätliga, med en nötaktig, söt smak. De kan ätas färska eller rostas. Efter skörden tvättas jordmandlarna och torkas för att kunna konserveras. Man kan även köpa torkade jordmandlar i handeln, men främst finner man den vidareförädlad i drycken horchata de chufas. Ur mandeln pressas vätskan som används i Valencias traditionella dryck (valencianska: orxata de xufa; "jordmandelmjölk").
Man nyttjar även jordmandeln som foder för bland annat grisar och som åtel vid jakt på exempelvis hjort och änder.

## Historia och utbredning
Jordmandeln sägs härstamma kring Nilfloden i Sudan, Afrika. I Egypten har man hittat arkeologiska fynd av vaser som innehöll jordmandel, vilket påvisar en agrikultur för över 4 000 år sedan. Jordmandeln introducerades i Spanien av araberna när de invaderade kring 700-talet e. Kr.
I Sverige anses jordmandel vara en potentiellt invasiv art.

## Synonymer och varieteter
På spanska: chufa, valencianska: xufa, engelska: tiger nut (och därför ibland på svenska: tigernöt)

### Varieteter
- C. esculentus var. esculentus - från Medelhavsområdet till Indien. Den representerar vildväxande typer i Europa och västra Asien.
- C. esculentus var. heermannii - från Florida. Den har upprätta eller uppåtsträvande småax.
- C. esculentus var. leptostachyus - från USA. Den har utåtstående småax som blir 1,5–2 mm vida.
- C. esculentus var. macrostachys - från USA. Den har utåtstående småax som blir 2,4–3 mm vida.
- C. esculentus var. sativus - kulturursprung i Asien och representerar den odlade typen.

### Vetenskapliga synonymer
var. esculentus
Chlorocyperus esculentus (L.) Palla
Cyperus aureus Ten.
Cyperus aureus subsp. esculentus (L.) Nyman
Cyperus buchananii Böckeler
Cyperus bahiensis Steud.
Cyperus damiettensis A.Dietr.
Cyperus esculentus proles aureus (Ten.) P.Fourn.
Cyperus esculentus subsp. aureus (Ten.) K.Richt.
Cyperus esculentus var. cyclolepis Kük.
Cyperus esculentus var. nervoso-striatus (Turrill) Kük.
Cyperus melanorhizus Delile
Cyperus nervoso-striatus Turrill
Cyperus pallidus Savi
Cyperus sieberianus Link
Cyperus tenoreanus Schult. & Schult.f.
Cyperus tenorii C.Presl nom. illeg.
Cyperus tuberosus Pursh
Pycreus esculentus (L.) Hayek
var. heermannii (Buckley) Britton
Cyperus heermannii Buckley
var. leptostachyus Böckeler
Chlorocyperus phymatodes (Muhlenberg) Palla
Cyperus esculentus var. angustispicatus Britton
Cyperus esculentus var. phymatodes (Muhlenberg) Kükenthal
Cyperus fulvescens Liebmann
Cyperus phymatodes Muhlenberg
Cyperus repens Elliott
Cyperus tuberosus Pursh
var. macrostachyus Böckeler
Cyperus esculentus var. lutesceus (Torrey & Hooker) Kükenthal
Cyperus esculentus var. spruceiC. B. Clarke
Cyperus lutescens Torrey & Hooker
Cyperus ruficomus Buckley
var. sativus Böckeler
Cyperus esculentus proles sativus (Böckeler) P.Fourn.